# Kurdistan
Kurdistan (kurdă: كوردستان, însemnând "Pământul kurzilor"; antic: "Corduene", vechi: "Koordistan", "Curdistan", "Kurdia", și Kurdă: "Kurdewarî") este numele unei regiuni geografice și culturale din Orientul Mijlociu, locuită cu preponderență de kurzi.
Kurdistanul cuprinde părți largi din estul Turciei (Kurdistanul turc), nordul Irakului (Kurdistanul irakian), nord-vestul Iranului (Kurdistanul iranian) și părți mai mici din Azerbaijan (Kurdistan Uyezd), nordul Siriei (Rojava) și din Armenia.. Regiunea este delimitată aproximativ de munții Zagros și de culmile estice al munților Taurus.
  

## Geografie

### Munți și râuri
Apele și munții Kurdistanului sunt caracterizate prin multe ploi și multă zăpadă. Rezervorul de apă din Orientul Mijlociu și Orientul Apropiat, formând sursa fluviilor Tigru și Eufrat. Cele mai importante râuri fiind: Murat, Micul Zab, Marele Zab, Peshkhābur și Dyala.
Munții sunt un lucru simbolic pentru kurzi. Cei mai importanți dintre ei fiind: Ararat, Judi, Zagros, Shingar și Nisir.

### Clima
Majoritatea regiunilor sunt caracterizate de un climat temperat continental - foarte cald vara și foarte frig iarna. Cu toate astea, solul este foarte fertil. Precipitațile variază între 200 și 400 mm pe an în vale, iar între 700 și 3.000 mm pe an în munți.

### Petrol și gaze naturale
Petrolul din Irak este foarte important pentru kurzi, fiind estimat 45 de miliarde de barili, reprezentând a șasea rezervă ca număr din lume. Extracția rezervelor a început în 2007. Regimul din Irak controlează rezervele din Mosul și Kirkuk, regiuni considerate de guvernul kurdistanian ca aparținând de teritoriul lor.
În Kurdistan investesc guvernul irakian, guvernul turc și alți 40 de investitori străini.

## Conflicte și controverse
Integrarea în Turcia a regiunilor majoritare de kurzi a fost disprețuită de către kurzi, și a creat un conflict pe termen lung cu mii de vieți pierdute. Au fost create multe rebeliuni kurde, incluzând cele din 1920 de sub Imperiul Otoman, iar după sub Statul turc - incluzând Republica Ararat din 1927. Toate au fost distruse de către autorități. Regiunea a fost declarată o zonă militară închisă, unde străinii nu aveau voie să intre între anii 1925 și 1965.
În 1983, provincile kurde au fost plasate sub legea marțială, ca răspuns la activitățile separatiste ale Partidului Muncitorilor din Kurdistan. Între anii 1980 și 1990 a avut război de gherilă, în urmă căruia multe orașe kurde au fost distruse. Mai multe de 37.000 de oameni au fost omorâți și sute de mii de oameni au fost obligați să își părăsească casele. Conflictele s-au mai ușurat după ce în 1999, Uniunea Europeană i-a încurajat să aibă mai multă toleranță față de kurzi. După 2004, violența a crescut din nou și granița dintre Turcia și Irak rămâne tensionată.

## Kurdistanul, în prezent
În iunie 2014, premierul israelian Benjamin Netanyahu a anunțat că sprjină crearea unui stat independent kurd pe teritoriul Irakului, luând o poziție împotriva celei susținute de către SUA, care ar prefera ca Irakul să rămână unit.
Și Turcia susține ideea unui stat kurd. Având în componența sa circa 20 de milioane de etnici kurzi, echivalentul a 20% din populație, purtătorul de cuvânt al Partidului Justiției și Dezvoltării, Huseyin Celik, a declarat că Turcia observă cum situația din Irak  „este din ce în ce mai rea și se pare că acesta va fi divizat”.
În iulie 2014, Statele Unite și-au prezentat dezacordul și s-au împotrivit proiectului anunțat de președintele Kurdistanului irakian privind organizarea unui referendum pe tema independenței regiunii autonome.